# ريتشارد أونيل
ريتشارد أونيل (بالإنجليزية: Richard O'Neill)‏ هو مستكشف وسياسي أسترالي، ولد في 1847، وتوفي في 20 أكتوبر 1908. انتخب عضو الجمعية التشريعية فيكتوريا.